# Traînel
Traînel – miejscowość i gmina we Francji, w regionie Grand Est, w departamencie Aube.
Według danych na rok 1990 gminę zamieszkiwało 847 osób, a gęstość zaludnienia wynosiła 42 osób/km².